# Canción de cuna para vidas en jauría
Canción de Cuna para vidas en jauría es el décimo álbum de estudio de la banda uruguaya de rock, Buitres Después de la Una.

## Historia
Grabado en el mítico estudio bonaerense Del Cielito Records y publicado el 6 de octubre de 2007, cuenta con 13 nuevas canciones compuestas íntegramente por Gustavo Parodi, Gabriel Peluffo y José Rambao, siendo así el primero de sus discos de estudio sin "covers", ni versiones de Estómagos.
El corte de difusión fue "Canción de Cuna", así como una de las canciones más aclamadas que han perdurado en el repertorio de la banda, "La oportunidad".
Fue presentado el día 19 de abril de 2008, fecha patria en Uruguay, en el predio de la Rural del Prado de Montevideo ante unas 20 000 personas. Dicho recital quedó registrado, junto a respectivas giras en Uruguay y España durante ese año, en su tercer DVD Canción de Cuna, Tratando de ordenar el caos.

## Lista de canciones
Todas las canciones compuestas por Gustavo Parodi, Gabriel Peluffo y José Rambao
| N.º | Título                | Duración |  |
| 1.  | «Murphy nunca duerme» | 3:17     |  |
| 2.  | «Canción de Cuna»     | 2:17     |  |
| 3.  | «Días mecánicos»      | 2:45     |  |
| 4.  | «Dulces 16»           | 1:54     |  |
| 5.  | «Cinco segundos»      | 2:24     |  |
| 6.  | «Correspondencia»     | 3:59     |  |
| 7.  | «La oportunidad»      | 4:02     |  |
| 8.  | «Ciclo»               | 2:42     |  |
| 9.  | «Alma y corazón»      | 4:42     |  |
| 10. | «En la superficie»    | 2:01     |  |
| 11. | «Sincronismo»         | 2:16     |  |
| 12. | «Nosotros»            | 2:28     |  |
| 13. | «El sueño»            | 2:25     |  |

## Créditos
Músicos
- Gustavo Parodi: guitarra y voz
- Gabriel Peluffo: voz
- José Rambao: guitarra y coros
- Nicolás Souto: batería
- Orlando Fernández: bajo y coros